# Chrysoma pauciflosculosa
Chrysoma es un género monotípico de plantas herbáceas, perteneciente a la familia Asteraceae. Su única especie Chrysoma pauciflosculosa, es originaria de Norteamérica.

## Descripción
Tiene hojas que miden 20-60 × 2-10 mm . Las inflorescencias sésiles a subsésiles. Las láminas radiales de 4-6 mm de longitud. Las corolas del disco de 4.5-5 mm, lóbulos recurvados, de 1.4-1.7 mm. Cypselaes sw 2.5-3 mm, costillas blanquecinas y elevadas. Tiene un número cromosomático de 2 n = 18.
La floración (marzo) de abril a octubre (-diciembre).

## Distribución y hábitat
Se encuentra en médanos y dunas, característicamente con el  pino de hoja larga, a una altitud de 0-100 metros, en Alabama, Florida, Georgia, Misisipi, Carolina del Norte y Carolina del Sur.

## Taxonomía
Chrysoma pauciflosculosa fue descrita por (Michx.) Greene y publicado en Erythea (1): 8. 1895.
Sinonimia
- Aplactis paniculata Raf.
- Aster pauciflocculosus (Michx.) Kuntze
- Chrysoma solidaginoides Nutt.
- Solidago pauciflosculosa Michx.[4]